# Fanta
Fanta là một thương hiệu đồ uống có ga có hương vị trái cây được tạo ra bởi Công ty Coca-Cola và được bán trên thị trường toàn cầu. Có hơn 100 hương vị trên toàn thế giới. Đồ uống Fanta có nguồn gốc là loại đồ uống thay thế Cola ở Đức (trong thời Thế chiến II) do việc cấm vận đối với hàng hóa của Coca-Cola vào năm 1940.

## Lịch sử

### TrongThế chiến II
Sau cuộc tấn công Ba Lan (1939) của Đức Quốc xã, chính phủ Hoa Kỳ đã ra lệnh cho tất cả các công ty phải ngừng ngay lập tức mọi hoạt động kinh doanh với nước Đức. Vì vậy, công ty Coca-Cola "mẹ" ở thành phố Atlanta, bang Georgia cũng cắt đứt liên lạc với chi nhánh Coca-Cola "con" ở thành phố Essen, Đức, đồng thời chấm dứt xuất khẩu sang Đức các hoạt chất - là thành phần chính để chế tạo nước ngọt Coca-Cola.
Bắt đầu từ tháng 2 năm 1940, sự thiếu vắng thương hiệu Coca-Cola trên thị trường đã tạo ra một lỗ hổng cho nền kinh tế Đức bởi lẽ trước khi Chiến tranh thế giới thứ hai bùng nổ, Coca-Cola là loại nước giải khát phổ biến nhất ở quốc gia này. Nếu như năm 1933, tổng số Coca-Cola mà nước Đức tiêu thụ là 100.000 thùng (mỗi thùng 24 chai) thì năm 1939, con số ấy là 4,5 triệu thùng.
Sau khi Chính phủ Hoa Kỳ cấm vận nguồn nguyên liệu cho chi nhánh Coca-Cola, Đức, Adolf Hitler - quốc trưởng Nhà nước Đức Quốc xã và Hermann Göring - tư lệnh không quân Đức đã yêu cầu các nhà hóa học trước đây làm việc tại chi nhánh Công ty Coca-Cola ở Đức, nhanh chóng chế tạo một loại nước giải khát mới thay thế và nó phải hội đủ các điều kiện như hương vị thơm ngon, cung cấp một số vitamin và năng lượng cần thiết giúp người uống thêm tỉnh táo; dễ vận chuyển, dễ bảo quản và rẻ.
Nhận lệnh trên, Max Keith - giám đốc điều hành chi nhánh Coca-Cola tại Essen, Đức giao nhiệm vụ cho một nhà hóa học người Đức là Tiến sĩ Schetelig tìm kiếm giải pháp với điều kiện thành phần nguyên liệu phải là thứ có sẵn ở Đức bởi lẽ khi nền kinh tế chuyển từ thời bình sang thời chiến, Đức Quốc Xã chỉ có thể nhập khẩu nguyên liệu thô từ các nước thuộc Phe Trục hoặc từ một số quốc gia có thiện cảm với chủ nghĩa phát xít lúc bấy giờ như Argentina, hoặc cướp được từ những nước bị phát xít Đức chiếm đóng nhưng trong số những nguồn nguyên liệu thô ấy - bao gồm dầu mỏ, sắt thép, than đá, cao su thiên nhiên, lúa mì..., thì nguyên liệu để sản xuất đồ uống không nằm trong danh mục được nhập.
Sau gần 2 tháng nghiên cứu, thí nghiệm, tiến sĩ Schetelig cho ra đời một loại nước uống mà thành phần chính bao gồm đạm váng sữa (whey) và bã trái cây (Táo tây). Nó có vị ngọt, béo, dễ uống. Việc sản xuất không đòi hỏi phải nhập khẩu bất kỳ một nguyên liệu nào bởi lẽ táo được trồng rất nhiều và bột táo (đã ép lấy nước làm rượu) chỉ dùng để nuôi heo, bò, còn đạm váng sữa là phụ phẩm thừa sau khi các nhà máy tách hết chất béo ra khỏi sữa để chế tạo bơ, phô mai. Để bảo quản lâu dài, các kỹ sư còn trộn màu vào thủy tinh, giúp cho chai Fanta có màu nâu, tránh được tác động của ánh sáng.
Tháng 9 năm 1940, đã có 55 triệu chai nước loại này được chuẩn bị để đưa vào phục vụ cho hơn 20 triệu lính Đức cũng như tung ra thị trường. Tuy nhiên, nó vẫn cần có một cái tên. Sau cuộc thi do giám đốc Max Keith tổ chức trong nội bộ nhà máy. Joe Knipp - một nhân viên bán hàng đã gọi nó là "Huyền Thoại", tiếng Đức là Fantastisch, viết gọn là Fanta.
Lúc đầu, lính Đức ngoài chiến trường thích thú với nước ngọt Fanta nhưng nhiều người dân sống ở các thành phố lớn - nơi Fanta đặt nhà máy đóng chai nhận ra rằng nó được chế tạo bởi những phụ phẩm thừa nên họ thường cân nhắc trước khi quyết định mua nó. Lo ngại doanh số sụt giảm, Max Keith đề nghị Tiến sĩ Schetelig phát triển thêm những loại đồ uống khác và kết quả là sự ra đời của Fanta soda chanh, Fanta nho nhưng nổi tiếng nhất và vẫn còn bán chạy nhất đến tận bây giờ là nước cam Fanta.
Trong chiến tranh, nhà máy Coca-Cola Hà Lan ở Amsterdam (N.V. Nederlandsche Coca-Cola Maatschappij) chịu những khó khăn tương tự như nhà máy Coca-Cola của Đức. Do đó, Max Keith cũng đưa thương hiệu Fanta vào nhà máy Coca-Cola Hà Lan, nơi ông đã được bổ nhiệm làm người quản lý chính thức. Fanta Hà Lan có một công thức hoàn toàn khác với Fanta của Đức, cơm cháy là một trong những thành phần chính.

### Sauthế chiến II
Năm 1945, Đức Quốc xã đầu hàng, chiến tranh chấm dứt. Max Keith vẫn theo dõi việc đóng chai nước cam Fanta. Việc sản xuất chỉ ngừng lại vào cuối năm khi Max Keith không tìm được nguồn cung cấp vỏ chai.
Năm 1949, Fanta cam mới bắt đầu tái xuất hiện - nhưng là ở Hoa Kỳ sau khi đã đăng ký nhãn hiệu và bản quyền của nó thuộc về công ty "mẹ" Coca-Cola. Khi ấy, hầu hết người tiêu dùng Hoa Kỳ đều cho rằng nước cam Fanta là sản phẩm trong nước nhưng ít ai để ý rằng trên toàn lãnh thổ Hoa Kỳ, chỉ có 2 bang trồng được nhiều cam là California và Florida.
Năm 1955. chi nhánh Coca-Cola ở thành phố Napoli, Italy đã thử nghiệm một công thức, cho ra một loại nước màu cam mới và đó cũng chính là loại Fanta đang được bán trên khắp thế giới hiện nay.

## Tiếp thị

### Hoa Kỳ
Fanta được biết đến với quảng cáo đầy màu sắc lạc quan của nó; tại Hoa Kỳ, nó giới thiệu The Fantanas, một nhóm các người mẫu nữ trẻ, mỗi người đều quảng bá một hương vị Fanta riêng. Để giới thiệu lại Fanta ở Hoa Kỳ, Coca-Cola đã làm việc với công ty quảng cáo Ogilvy (NYC) vào năm 2001. Sau một buổi họp, nhóm sáng tạo Ogilvy của Andrea Scaglione, Andrew Ladden và Bill Davaris đã tạo ra khẩu hiệu "Wanta Fanta!" đã trở thành tiếng leng keng cho Fantanas trong chiến dịch phát sóng. Chiến dịch kéo dài từ giữa năm 2001, dưới hình thức thử nghiệm thành công, đến ngày 1 tháng 10 năm 2006. Ba năm sau, vào tháng 6 năm 2009, Fanta tái khởi động chiến dịch.

### Đức
Tháng 2 năm 2015, một phiên bản kỷ niệm 75 năm của Fanta đã được phát hành tại Đức. Được đóng gói trong chai thủy tinh gợi lên thiết kế ban đầu và với hương vị thời chiến nguyên bản bao gồm 30% đạm váng sữa và bưởi, nó được mô tả trên bao bì là "ít ngọt" và nguyên bản của Đức. Một quảng cáo truyền hình liên quan đã tham chiếu lịch sử của thức uống và cho biết công ty Coca-Cola muốn mang lại "cảm giác về thời đại tốt đẹp" được nhiều người hiểu là sự cai trị của Đức Quốc xã. Quảng cáo sau đó đã được thay thế.

## Phân phối toàn cầu

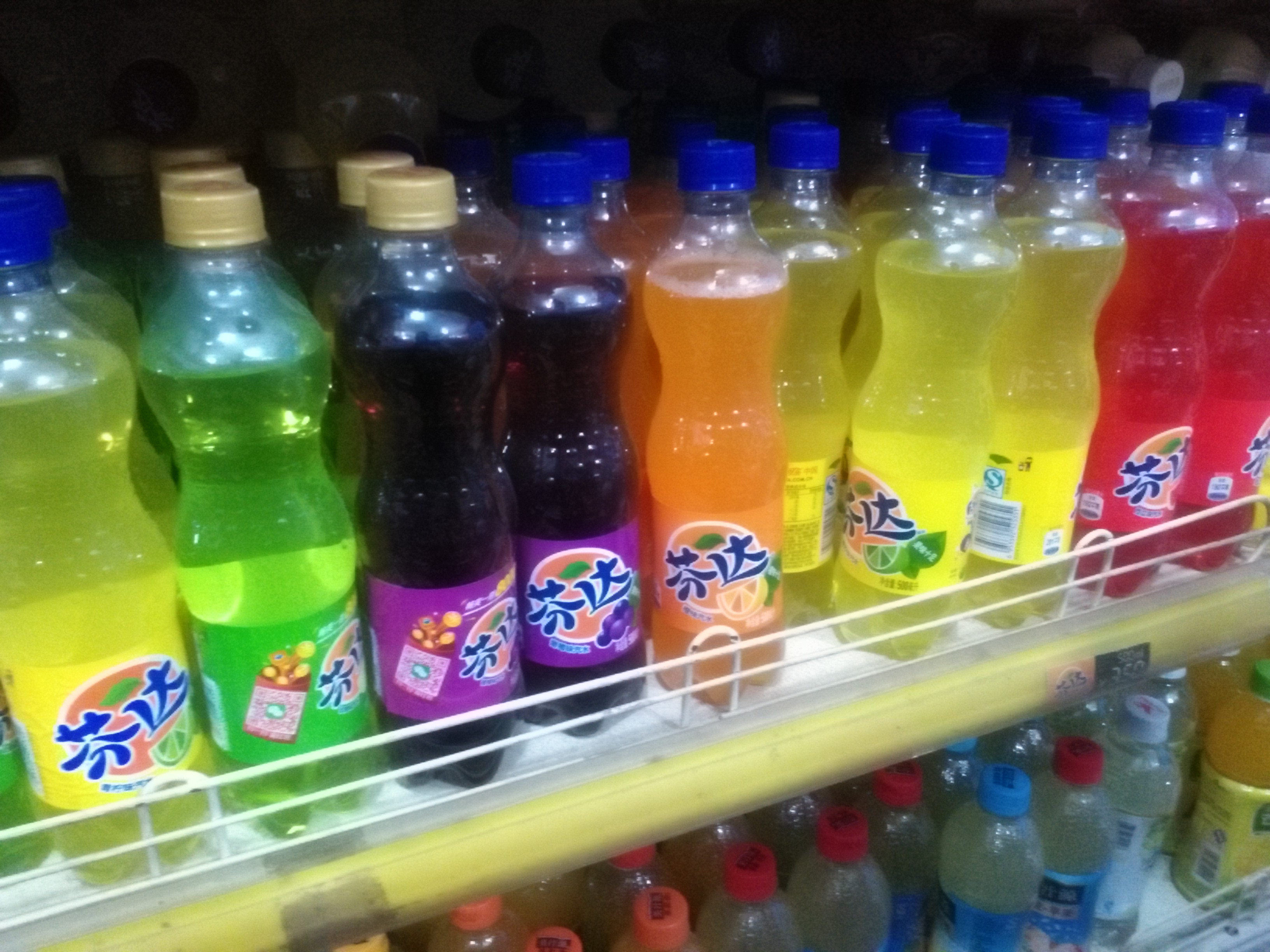
Biến thể của Fanta hoặc Fēndá (芬达) tại thị trường Trung Quốc.

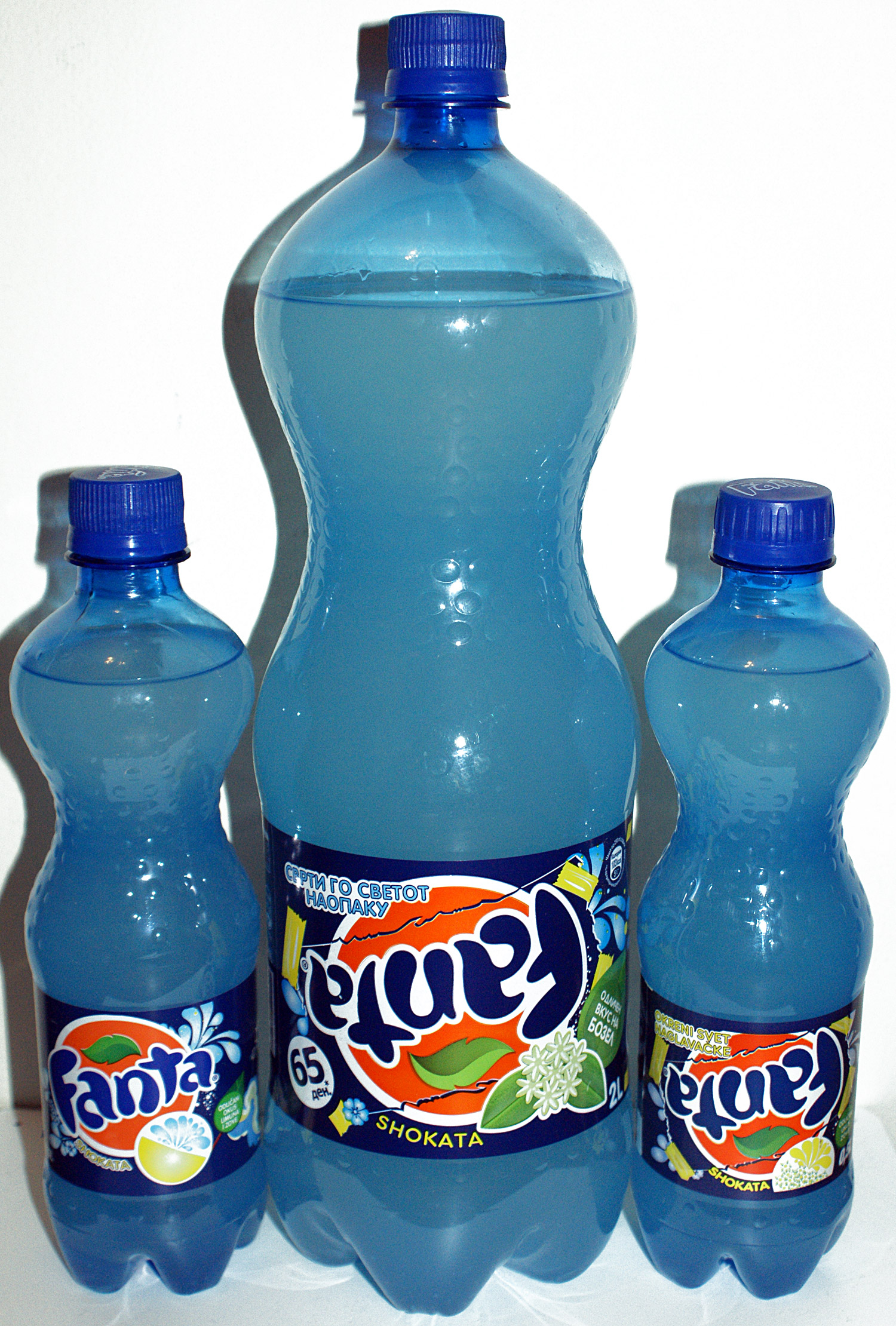
Fanta Shokata (nhãn lộn ngược như một phần của chiến dịch quảng cáo "đảo ngược thế giới")

Năm 1955, Fanta cam ra mắt tại Australia. Tiếp theo, trong những năm thập niên 1960, Fanta phủ bóng lên 39 quốc gia trên thế giới. Nó xuất hiện ở thị trường Liên Xô năm 1979 và ở Trung Quốc năm 1984. Lúc này, Fanta mang hình dạng mới bằng những lon nhôm và những chai nhựa. Logo của nó cũng được thiết kế lại bởi Raymond Loewy, nhà thiết kế công nghiệp người Pháp. Thức uống này được bán rất nhiều ở châu Âu, châu Á, châu Phi và Nam Mỹ.
Có hơn 90 hương vị trên toàn thế giới. Tại Albania, Bosna và Hercegovina, Croatia, Serbia, Thổ Nhĩ Kỳ, Thụy Điển và một số nước khác, có "Fanta Shokata" (một cách chơi chữ giữa "soc" -từ trong tiếng Rumani- và "shock") dựa trên elderflower một chiết xuất đồ uống, truyền thống ở Romania (nơi được gọi là Socată), Serbia, Bosna và Hercegovina, Croatia và các quốc gia Balkan khác.
Fanta cũng có sẵn ở Canada; công thức khác với đối tác Mỹ ở chỗ nó chứa nước cam mà phiên bản Mỹ không chứa. Các biến thể khác có sẵn ở Canada là Nho và Kem Soda, cả hai đều được làm bằng nước nho.
Các sản phẩm cạnh tranh chính của Fanta đã bao gồm Tango, Mirinda, Sunkist, Slice, Sumol, Crush, Faygo, Tropicana Twister và Orangina. Fanta là thức uống thứ hai được sản xuất bởi Coca-Cola, sau Coca-Cola ban đầu.
Ở New Zealand, Fanta được gắn nhãn hiệu trực quan với logo ban đầu được sử dụng từ năm 2008. Thị trường New Zealand bao gồm các biến thể Fanta Blueberry, Fanta Sour Watermelon và Fanta Strawberry Sherbet.

## Liên kết
- Website chính thức
- "Coca Cola and the war". Digger History.
- Fanta on Coca-Cola.com
- Coke phasing out Minute Maid soft drinks Lưu trữ ngày 30 tháng 8 năm 2012 tại Wayback Machine